# Naturpark Niederlausitzer Landrücken

Raufußkauz – altes Logo des Naturparks

Der Naturpark Niederlausitzer Landrücken nimmt mit 580 km² in der Fläche einen Mittelplatz unter den insgesamt elf Naturparks in Brandenburg ein. Der Park liegt westlich vom Spreewald in der Niederlausitz. Östlich wird er ungefähr auf einer Linie der Städte Luckau und Calau begrenzt, nördlich durch den Flusslauf der Dahme, westlich erstreckt er sich bis kurz vor die Stadt Dahme und nach Süden bis Sonnewalde kurz vor Finsterwalde. Bekanntere Orte im Naturpark sind Luckau und Fürstlich Drehna.
Der Höhenzug Niederlausitzer Landrücken entstand als typische Endmoränenlandschaft bereits mit dem Ende der vorletzten Eiszeit, der Saaleeiszeit. Das nordwestlich verlaufende Baruther Urstromtal schnitt als markantes geologisches Zeichen den sogenannten Lausitzer Grenzwall in den Landrücken, der für Brandenburger Verhältnisse steil zum Urstromtal abfällt und ein reiches Quellgebiet bildet. Nach Nordwesten setzt sich der Niederlausitzer Landrücken, unterbrochen vom Dahme-Tal, im niederen Fläming fort.
Dieser Naturpark hat eine ganz eigene Prägung, die durch eine ausgedehnte Mondlandschaft mit riesigen offengelassenen Tagebauen bestimmt wird – Hinterlassenschaft der ehemaligen Kohleförderung, die um 1980 eingestellt wurde. Diese Tagebaulandschaften liegen mitten im Park und nehmen knapp 7400 Hektar der Gesamtfläche ein.

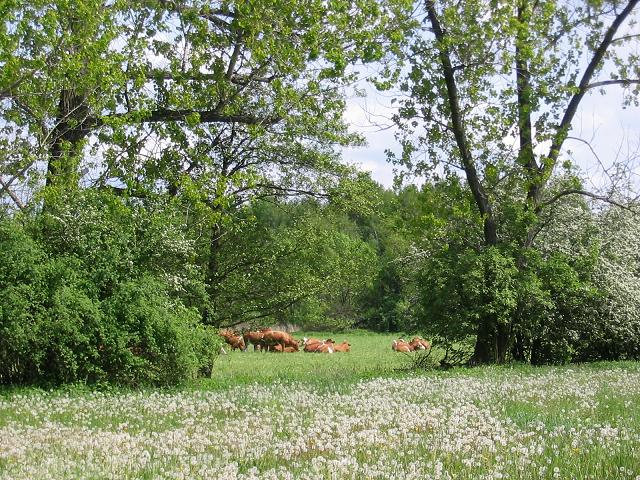
Am "Freesdorfer Borcheltsbusch"

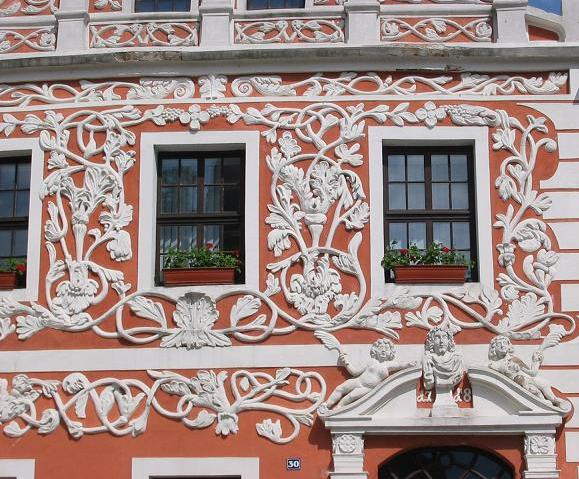
Altstadtkern Luckau, renovierte Fassade

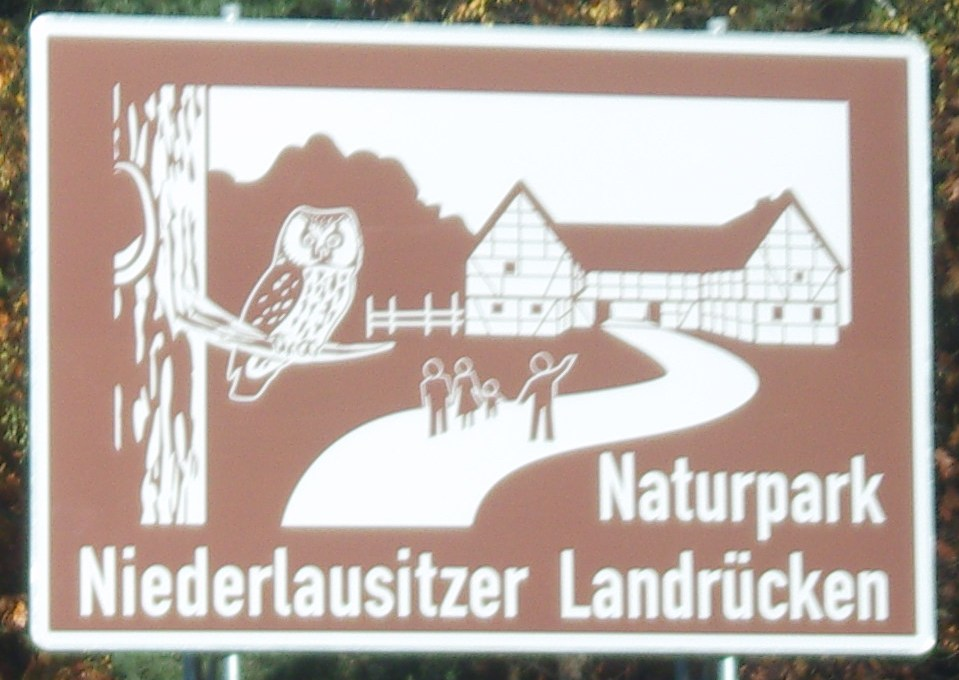
Unterrichtungstafel an der A 13

Im Gegensatz zu den kargen sandigen Flächen und Schluchten im Zentrum gibt es ringsherum grüne Wiesen, Äcker, Fischteiche, eine slawische Burganlage, historische Dorfkerne, Herrenhäuser. Wassermühlen und ländliche Parkanlagen in einer lieblichen Kulturlandschaft. Dabei dominiert im Norden die Landwirtschaft mit ausgedehnten Ackerbauflächen, im Süden hingegen ein großes geschlossenes Waldgebiet: die Rochauer Heide, die neben weiteren inzwischen seltenen Tieren den Raufußkauz beheimatet, der als Logo des Naturparks dient.
Auch die auf den ersten Blick vielleicht abstoßende Mondlandschaft des ehemaligen Tagebaus hat für Naturliebhaber und noch mehr für den Naturschutz eine besondere Bedeutung, die sich erst auf den zweiten Blick erschließt. Einige Gebiete blieben mehr als zwei Jahrzehnte ohne jeden menschlichen Eingriff, dadurch entstanden einmalige Biotope. Mit dem Ansteigen des Grundwassers und teils über eine Wasserzufuhr durch die Spree bilden sich ausgedehnte Sumpfgebiete und Seen, zum Beispiel der künftig 700 Hektar große Schlabendorfer See. Das Wasser wird im Endstadium der Entwicklung eine Gesamtfläche von rund 1400 Hektar bedecken. Die Bergbauseen gehören bereits zu den größten Kranichsammel und -rastplätzen Deutschlands.
Die total naturbelassenen Wasserlandschaften und Sukzessionsflächen wie die rund 50 Hektar große Dünenlandschaft am Schlabendorfer See bringen eine Tier- und Pflanzenwelt hervor, die in Deutschland in keinem anderen Umfeld so entstehen könnte: In noch karger Vegetation erobern Spezialisten wie Wiener Sandlaufkäfer, Sandschrecke, Sandohrwurm, Kreiselwespe, Blauflügelige Ödlandschrecke und Rotbauchunke neue Lebensräume; Flussregenpfeifer, Steinschmätzer, Kiebitz, unterschiedlichste Entenarten und die größte Lachmöwenkolonie Brandenburgs sind bereits heimisch. Sielmanns Naturlandschaft Wanninchen als Teil der Heinz Sielmann Stiftung hat seit dem Jahr 2000 über 3.200 Hektar Fläche aus den ehemaligen Tagebauen erworben, um seltene Pflanzen und Tiere dauerhaft zu erhalten. In den Gehrener Bergen (Gemeinde Heideblick) befindet sich aus der Eiszeit ein 20 Kubikmeter großer Riesenfindling, der größte Findling Südbrandenburgs. Bei Zinnitz führt ein Naturlehrpfad zu etwa 350 durch den Bergbau an die Oberfläche beförderte Gesteinsbrocken verschiedenartiger Zusammensetzung als Hinterlassenschaft der Eiszeit.
Mitte des Jahres 2003 bestanden rund 50 Kilometer Radrundwege durch die ehemaligen Abbaugebiete, die mit Flechten, Moosen, Büschen und Riesenschachtelhalmen erstaunlich schnell grün werden.

## Weitere Sehenswürdigkeiten

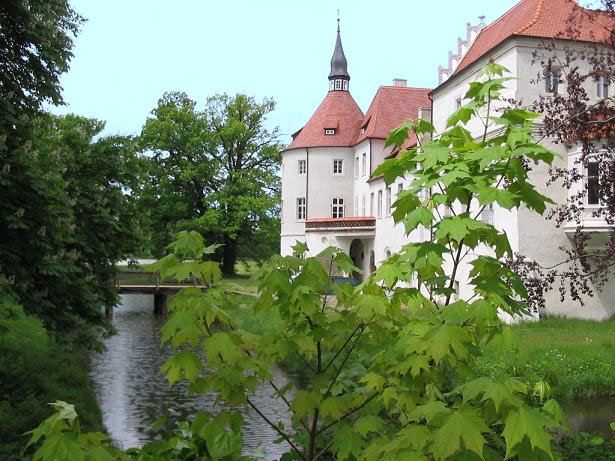
Wasserschloss Fürstlich Drehna, Gartenanlage von Lenné

- Fürstlich Drehna, historischer Ortskern, Wasserschloss mit Landschaftspark nach Lenné
- Schloss und Park Zinnitz, seltenes Beispiel des Schinkelstils in der Region
- Luckau, die Perle der Niederlausitz mit mittelalterlicher Stadtmauer, gotischer Nikolaikirche; Stadt der Landesgartenschau 2000
- Calauer Schweiz, ein Naturschutzgebiet mit für Brandenburger Verhältnisse geradezu „alpinem“ Gelände und dem Aussichtsturm Luckaitztaler Ziegelturm
- Töpferdorf Crinitz
- Slawischer Burgwall bei Freesdorf
- Aussichtsturm am Borcheltsbusch – Kranichrast
- Schloss Altdöbern, eines der bedeutendsten Schlösser des sächsischen Rokoko
- Höllberghof des Naturpark-Fördervereins, ein Ort der ländlichen Brauchtumspflege

Siehe auch: Tourismus in Brandenburg, Liste der Radrouten in Brandenburg

## Fußnoten und Einzelnachweise

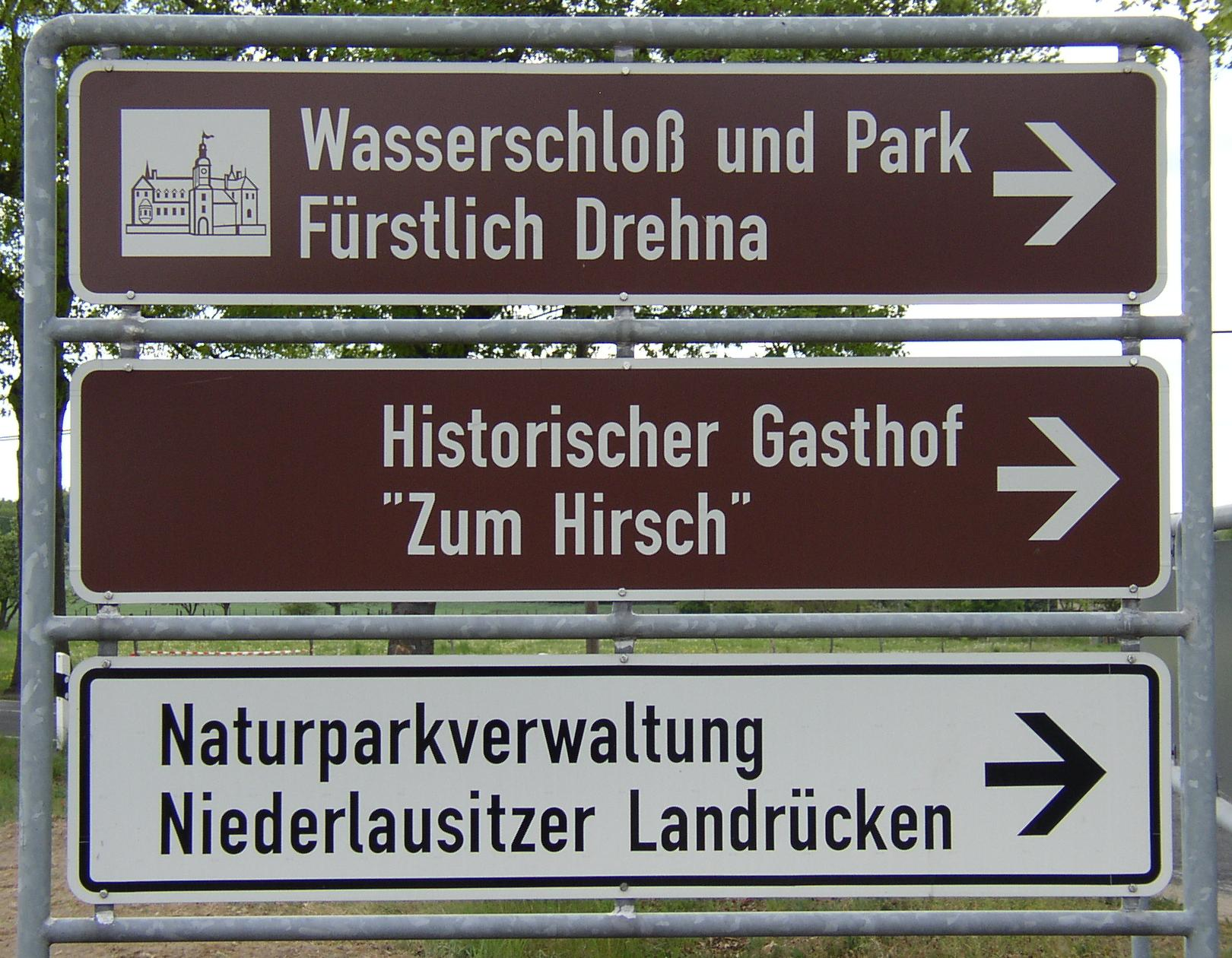
Hinweis in Fürstlich Drehna